# Ковалёв, Павел (спортсмен)
Па́вел Ковалёв (латыш. Pāvels Kovaļovs; 17 октября 1990 — 5 апреля 2015, Лиелвардский край, Латвия) — латвийский легкоатлет, специализировавшийся в тройном прыжке.

## Карьера
Окончил Рижский Технический Университет. Трёхкратный чемпион Латвии в тройном прыжке. Первый на чемпионате Латвии в 2015 году. В 2009 году на Европейском юниорском чемпионате завоевал бронзу с личным рекордом. Лучший результат спортсмена в тройном прыжке — 16,03 метра. Павел Ковалёв был одним из 16 латвийских прыгунов, результат которого превышал 16 метров.

## Смерть
5 апреля 2015 года погиб в автоаварии на 30 км трассы P80 Тинужи—Кокнесе. Вместе с ним погибла его супруга 1991 года рождения и дочь в возрасте 2,5 месяцев.
В аварию попали грузовик DAF с прицепом и легковой автомобиль.
Похоронен на Улброкском кладбище под Ригой.